# Jan Werich
Jan Werich (Prague, 6 février 1905 - Prague, 31 octobre 1980) est un acteur, auteur dramatique et écrivain tchèque.

## Biographie
Après des études de droit, il se lance dans une carrière artistique dans l'entre-deux-guerres, en collaboration avec le metteur en scène Jiří Voskovec. Ils s'inspirent du mouvement dada et font partie des représentants du mouvement d'avant-garde Devětsil.
Il est le narrateur des films de marionnettes de Jiří Trnka Le Poisson d'or (1951), Les Deux Frimas (1954), Le Brave Soldat Chvéïk (1955). Il est également narrateur dans La Création du monde (1955).
En 1952, il joue dans Le Boulanger de l'empereur, dont il interprète les deux principaux rôles.
Dans les années 1960, il apparaît au cinéma dans des films tchécoslovaques comme Un jour un chat, et dans La Vingt-cinquième Heure de Henri Verneuil.
Werich avait initialement été choisi par le producteur Harry Saltzman pour incarner Ernst Stavro Blofeld dans le film de James Bond de 1967, On ne vit que deux fois. À son arrivée sur le plateau de Pinewood, le producteur Albert R. Broccoli et le réalisateur Lewis Gilbert estimèrent qu'il était un mauvais choix, ressemblant à un « pauvre Père Noël bienveillant ». Néanmoins, pour tenter de faire fonctionner le casting, Gilbert poursuivit le tournage. Après plusieurs jours, Gilbert et Broccoli conclurent que Werich n'était pas assez menaçant et confièrent le rôle à Donald Pleasence.
Il est enterré au cimetière d'Olšany.
Le réalisateur Břetislav Pojar réalise d'après son œuvre les films d'animation Fimfárum (2002) et Fimfárum 2 (2006).

## Filmographie
- 1937 : Le monde est à nous de Martin Frič
- 1952 : Le Boulanger de l'empereur de Martin Frič
- 1954 : Byl jednou jeden král… : le roi
- 1963 : Un jour un chat de Vojtěch Jasný